# Gibocercus (Gibocercus) magnus
Gibocercus (Gibocercus) magnus is een insectensoort uit de familie Archembiidae, die tot de orde webspinners (Embioptera) behoort. De soort komt voor in Bolivia.
Gibocercus (Gibocercus) magnus is voor het eerst wetenschappelijk beschreven door Ross in 2001.